# Begtse
Begtse (tib.: beg tse; sanskrit: Prana Atma; deutsch: Kupfernes Panzerhemd) war ursprünglich ein zentralasiatischer Kriegsgott. Er erschien im Pantheon des tibetischen Buddhismus in der zweiten Hälfte des 16. Jahrhunderts und zählt dort zu den niederen Schutzgottheiten. Nach der Legende soll er der Sohn eines Yakshas und einer Rakshasi gewesen sein. Er ist kein Yidam; da er selbst noch keine volle Befreiung erlangt haben soll, kann man keine Zuflucht zu ihm nehmen.
Im Hayagriva-Praxiszyklus ist er der Hauptschützer.